# Leucoscypha fossulae
Leucoscypha fossulae är en svampart som först beskrevs av Limm. ex Cooke, och fick sitt nu gällande namn av Jean Louis Emile Boudier 1907. Leucoscypha fossulae ingår i släktet Leucoscypha och familjen Pyronemataceae.   Inga underarter finns listade i Catalogue of Life.